# Národní fotogalerie Marubi
Fotografické studio „Marubbi“ založil v roce 1856 ve Skadaru fotograf, malíř, sochař a architekt Pietro Marubi. Národní fotogalerie „Marubi“ byla vytvořena v roce 1970 poté, co Kel Marubi daroval státu osobní archiv tří generací, asi 150 000 negativů. Tento archiv obsahuje negativy všech formátů od 30 x 40 cm až 6 x 9  cm na skleněných negativech, od roku 1858 do roku 1959. Toto je jeden z nejbohatších archivů na Balkáně. V něm se nacházejí negativy s různými tématy a rozmanitými postavami, jako jsou například paštálové, vizíři, turečtí důstojníci a dokonce i konzulové různých národností, italské, francouzské, rakouské, anglické, ruské, řecké, srbské, postavy z první i druhé světové války a významné albánské postavy jako Luigj Gurakuqi, Fishta, Mjeda, Asdreni, Koliqi, Lasgush Poradeci, Migjeni, Azem a Shote Galica a mnoho dalších významných osobností albánské národní historie.

## Historie
V archivu se nacházejí negativy na témata z etnografie, urbanismu, kulturních památek, historie, nakupování, plavby do Buny atd. Gega Marubi, poslední z dynastie Marubiů, byl mistrem portrétování a infračervené krajiny. Jako první použil tento proces fotografie poté, co studoval ve Francii. Tato iniciativa byla podporována dalšími fotografy ze Skadaru, jako byl například Shan Pici, který tvořil od roku 1924 do roku 1962 ve městě Lezha. Na skleněných deskách a celuloidových filmech daroval asi 70 000 negativů formátu 18x24 až 4x6 cm. Shani, jak lidé říkali, byl fotografem kraje Malësive. V materiálu, který daroval, existují různá témata, jako jsou: jeho kraj, urbanismus, etnografie, nakupování, sport a mnoho dalších důležitých témat.
Dedë Jakova byl další fotograf ze Skadaru, který daroval státu zhruba 50 tisíc negativů, na skleněných deskách a celloloidu, ve formátu 10x15   cm až 6x9  cm. Dede Jakova byl tehdejším fotožurnalistou a podnikal od roku 1930 do roku 1959. V jeho fondu se objevuje celá řada témat, jako je historie, etnografie, urbanismus, divadlo a mnoho dalších.
Pjetër Rraboshta, který daroval asi 3 tisíce negativů, je také nazýván fotografem dětí a různých událostí, které se odehrály ve Skadaru v letech 1959 až 1975. Jeho materiál je na filmech Laika, 24x36 mm.
Angjelin Nënshati fotografoval tradiční události ve Skadaru. Daroval asi 250 000 fotografií. Jeho materiál je pořízen na filmech Laika, 24x36   mm a pochází z let 1959 až 1984. V jeho fondu jsou různá témata, jako je škola, vzdělávání, sport, lékařství atd.

## Galerie

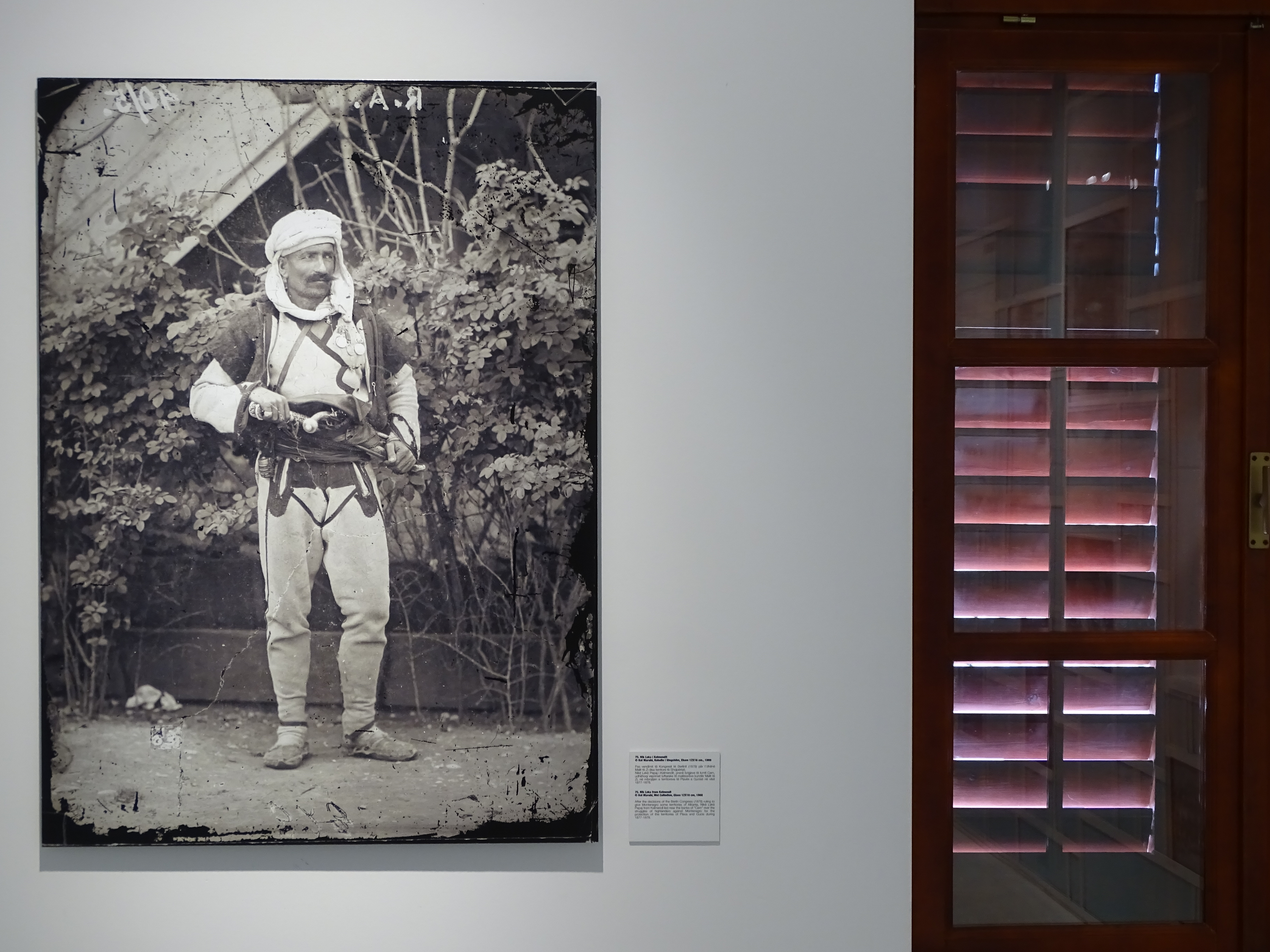
Výstavní prostory
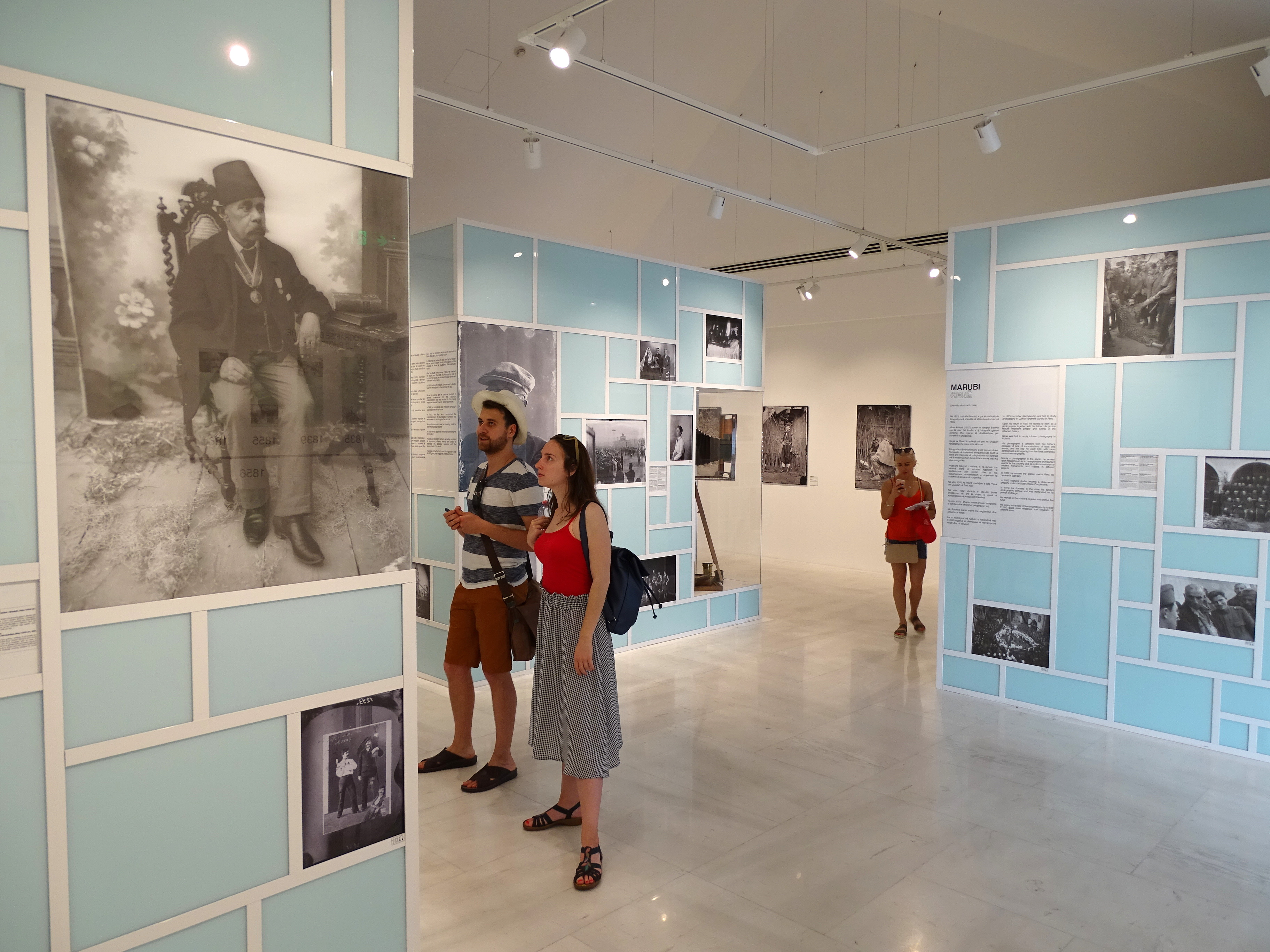
Výstavní prostory
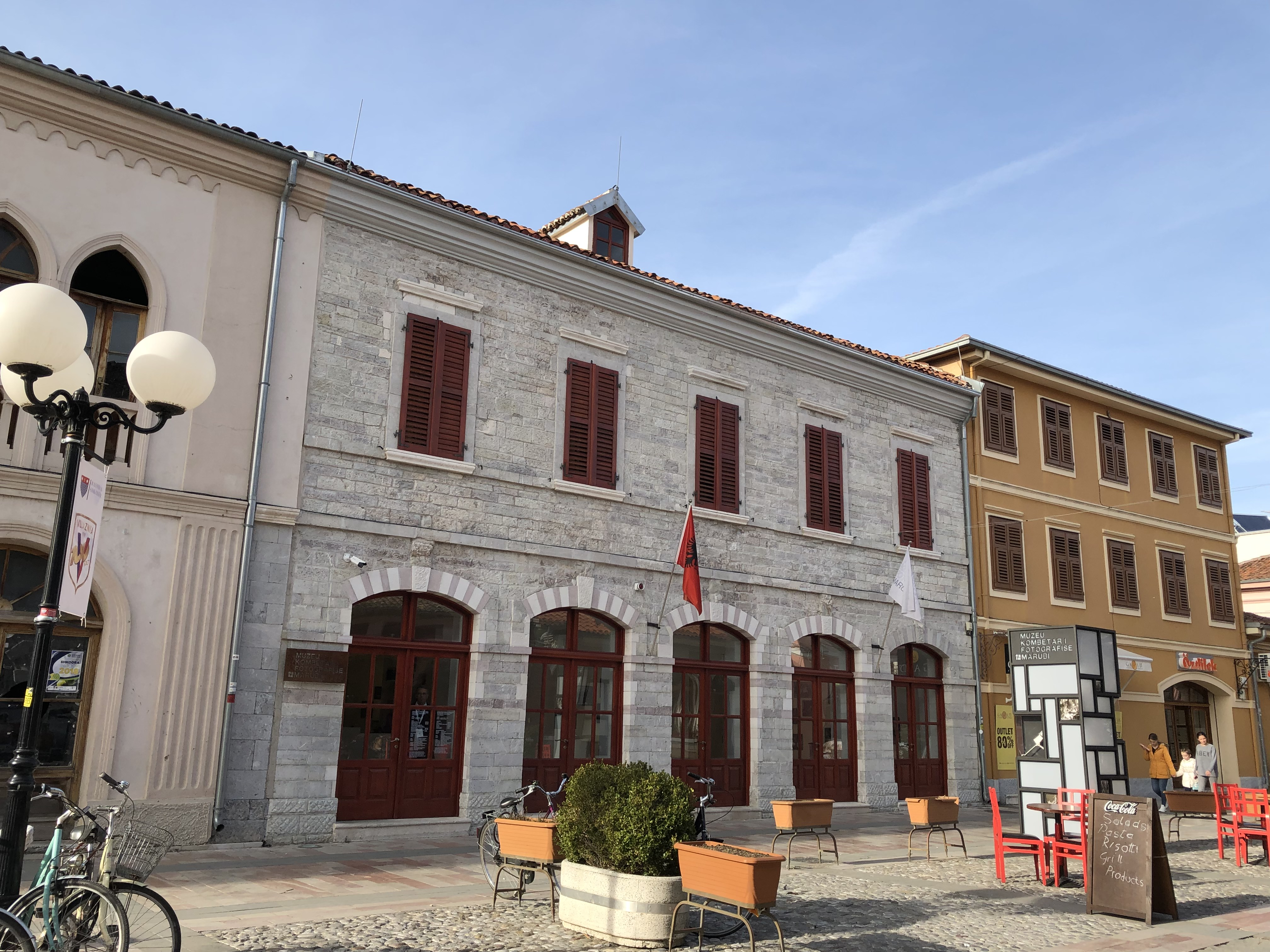
Muzeum Marubi